# El Realito de los Guerra
El Realito de los Guerra är en ort i Mexiko.   Den ligger i kommunen Batopilas och delstaten Chihuahua, i den nordvästra delen av landet, 1 200 km nordväst om huvudstaden Mexico City. El Realito de los Guerra ligger 508 meter över havet och antalet invånare är 142.
Terrängen runt El Realito de los Guerra är bergig österut, men västerut är den kuperad. El Realito de los Guerra ligger nere i en dal. Runt El Realito de los Guerra är det mycket glesbefolkat, med 6 invånare per kvadratkilometer. Närmaste större samhälle är Polanco, 10,1 km nordväst om El Realito de los Guerra. I omgivningarna runt El Realito de los Guerra växer huvudsakligen savannskog.